# Emmanuelle Gave
Pour les articles homonymes, voir Gave.
Emmanuelle Gave, née le 27 octobre 1970 à L'Union, est une avocate et entrepreneuse française. Fille de l'entrepreneur Charles Gave, elle fait partie de la liste de Nicolas Dupont-Aignan aux élections européennes de 2019, avant d'être finalement écartée en raison de tweets faisant l'objet d'une controverse.

## Biographie
Emmanuelle Gave est la fille de l'entrepreneur et financier Charles Gave. Depuis janvier 2012, elle dirige l'Institut des Libertés, un think tank libéral-conservateur qu'elle a fondé avec son père, Jean-Jacques Netter et d'autres hommes d'affaires[réf. souhaitée]. Depuis avril 2024, elle est présidente de Charles Gave media, une société de conseil[source secondaire souhaitée].
En octobre 2018, elle signe une tribune en soutien à Génération identitaire, contre l’ONG d’aide aux migrants SOS Méditerranée.
En février 2019, alors qu’elle est annoncée par la presse en quatrième position de la liste de Debout la France pour les élections européennes de 2019,, Nicolas Dupont-Aignan l'écarte pour des tweets « ne correspondant pas à la philosophie de Debout la France ». L'émission Quotidien, à l'origine de ces révélations, considère que ces messages sont à connotation raciste. Son père, Charles Gave, finance la campagne du parti.  
En 2021, elle accuse deux proches d'Éric Zemmour (Erik Tegnér et Garen Shnorhokian) de l'avoir volée en lui ayant sur-facturé la suppression d'environ 10 000 tweets deux ans plus tôt, ce qu'ils nient. À la suite de ce différend, Charles Gave, soutien financier d'Éric Zemmour, s'éloigne du candidat.